# Karl Bednarik
Karl Bednarik (Bécs, 1915. július 18. – Bécs, 2001. január 14.) osztrák képzőművész, költő, író, társadalomkritikai elkötelezettségű regények és esszék szerzője.

## Élete

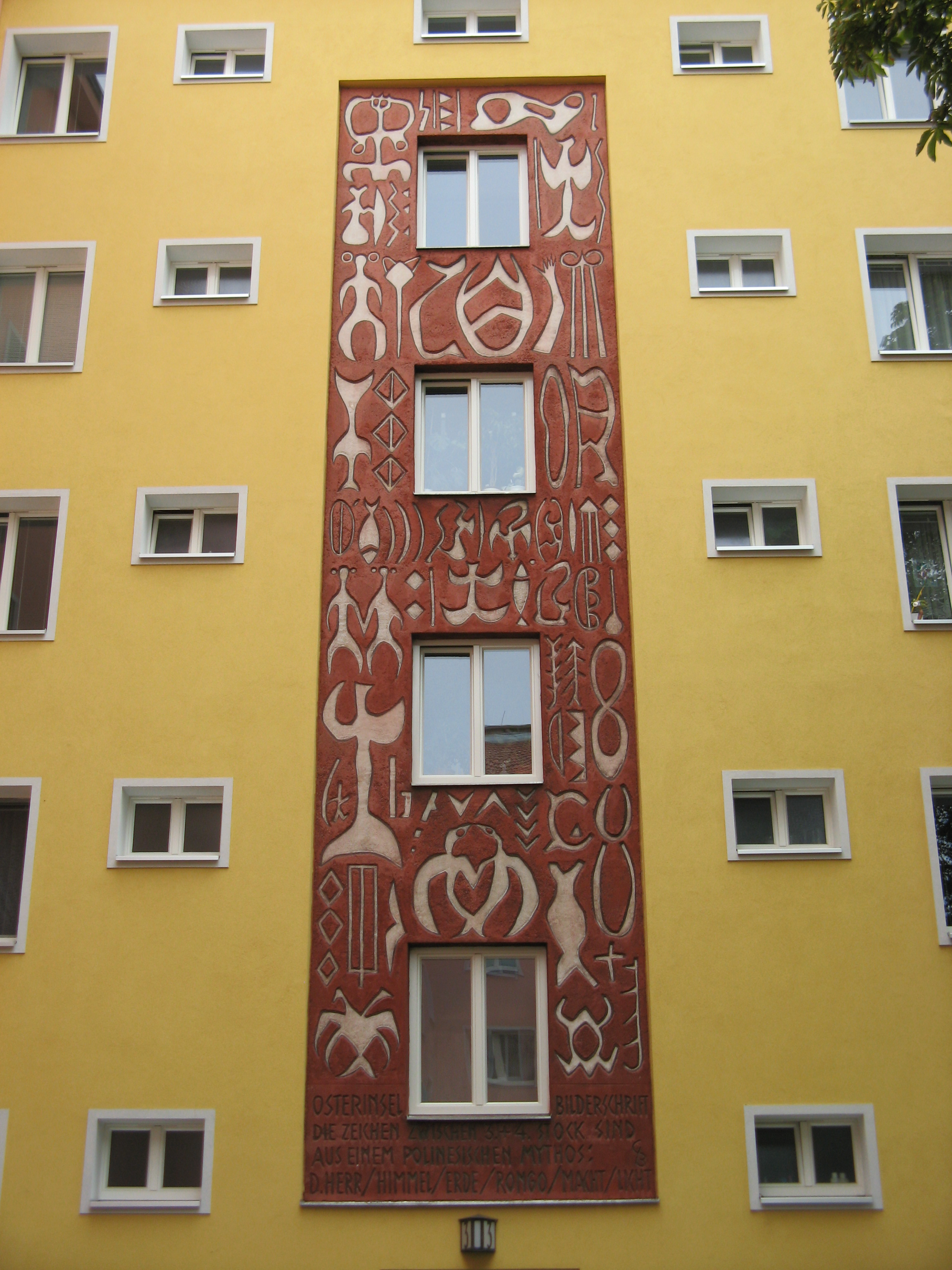
Bednarik sgrafittója, az Ozeanische Ornamente (1960) Bécs-Meidlingben (Wienerbergstraße 15.)

Nyomdásznak tanult, de élete során a legkülönfélébb munkákat végezte, volt elektromos hegesztő is. Autodidaktaként tanult festeni, első jelentős festészeti kiállítása 1946-ban volt, néhány alkotását megszerezte a bécsi Albertina Múzeum. A képzőművészet terén nemcsak festett, hanem épületeket is díszített.
Írással is foglalkozott, írásaiban az ausztrofasizmus és a német nemzetiszocializmus ellen egyaránt küzdött, főleg kora társadalmi kérdései foglalkoztatták. Az üzleties életet, s a művészet iránti igényesség hiányát is nehezményezte. Omega Fleischwolf című 1954-ben megjelent utópisztikus írása a leghíresebb, ebben is azt ostorozza, hogy az egyén csak magával törődik, s nem a társadalmi közösség érdekeivel. Esszéi gyűjteményes kötetben (Entdecker des Weltraums) jelentek meg Freiburgban, 1967-ben.
Magyar nyelvre nem fordították le írásait, a Fővárosi Szabó Ervin Könyvtárban őrzik néhány német nyelvű kötetét. Számos dologgal foglalkozott a kulturális élet területén, volt műsorszerkesztő, múzeumigazgató is, s részt vett szerzőként annak a Bécsről készült albumnak a megírásában és szerkesztésében, amely Bécsnek főleg a zöld területeit mutatja be, tereket, parkokat. (Wien, Stadt im Grünen (=Bécs, város a zöldben).
Hamvasztásos temetése volt a bécsi Simmering-ben. Halála után öt évvel, 2006. február 21-én Donaustadtban, Bécs XXII. kerületében utcát neveztek el róla.

## Kötetei (válogatás)
- Zwischenfall in Wien, Heliopolis-Verlag, Tübingen, 1951
- Der Tugendfall, Kremayr und Scheriau, Bécs, 1953
- Omega Fleischwolf, Kremayr und Scheriau, Wien, 1954
- Österreich, 1918 : Zustandsbild eines Jahres / Karl Bednarik, Stephan Horvath. Wien ; München : Jugend & Volk, 1968. 143 p. ill.[5]
- Die Krise des Mannes / Karl Bednarik. Wien ; München : Fritz Molden Verlag, 1968. 256 p.[5]

## Fordítás
- Ez a szócikk részben vagy egészben  a   Karl Bednarik című német Wikipédia-szócikk fordításán alapul.  Az eredeti cikk szerkesztőit annak laptörténete sorolja fel. Ez a jelzés csupán a megfogalmazás eredetét és a szerzői jogokat jelzi, nem szolgál a cikkben szereplő információk forrásmegjelöléseként.